# Marines Phytoplankton

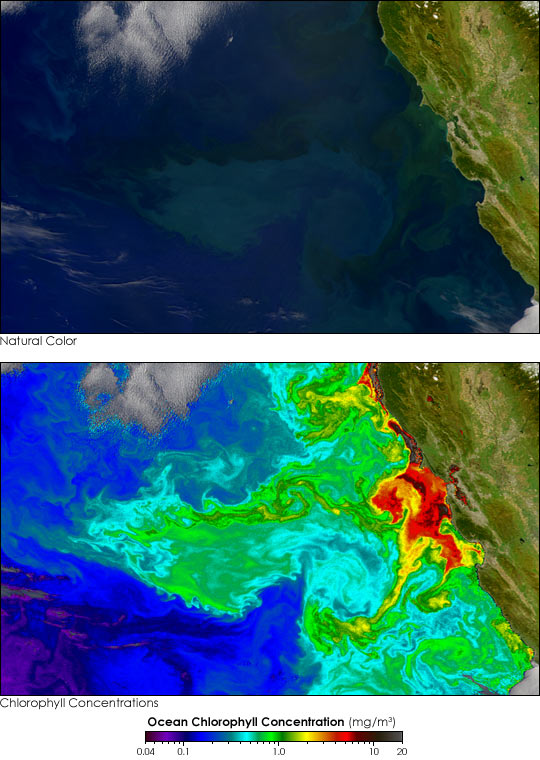
Phytoplankton im aufströmenden nährstoffreichen Wasser vor der Küste Kaliforniens

Unter marinem Phytoplankton versteht man mikroskopisch kleine Algen, die freischwebend im Meerwasser leben. Phytoplankton ernährt sich autotroph und wandelt anorganische Verbindungen mittels Photosynthese in organische Substanzen um, was die Nahrungsgrundlage der sich heterotroph ernährenden Lebewesen (z. B. Zooplankton, Fische etc.) bildet. Das Phytoplankton gilt somit als Primärproduzent im Stoffkreislauf des Meeres, produziert dabei ca. 75 % des weltweiten Sauerstoffs und verstoffwechselt etwa die gleiche Menge an Kohlendioxid, wie die kontinentalen Pflanzen. Ein massenhaftes Auftreten von Phytoplankton wird auch als Algenblüte bezeichnet und hat oft Hypoxie zur Folge.
Weil es für die Photosynthese auf Licht angewiesen ist, lebt Phytoplankton in der oberen, euphotischen Zone des Meeres. Einen Ortswechsel vollziehen die Algen mit Hilfe der Meeresströmungen. Bei einigen Algenklassen kann sich der Organismus auch selbst durch eine oder mehrere Geißeln fortbewegen. Für einen weiträumigeren Ortswechsel ist aber nur die Meeresströmung als relevante Größe anzusehen. Um einem Absinken in nicht mehr vom Sonnenlicht erreichten, aphotischen Tiefen entgegenzuwirken und ihre Sinkgeschwindigkeit zu verringern, haben Arten darüber hinaus verschiedene Strategien entwickelt: Sie erhöhen ihren Formwiderstand, etwa indem sie kleine und flache Körperformen und Schalen oder Borsten ausbilden, oder sie verringern ihr Gewicht, indem sie bevorzugt leichte Ionen einlagern, Gasbläschen oder leichte Fette erzeugen.
Das Vorkommen des Phytoplanktons wird vom Nährstoffangebot, Licht, der Durchmischung des Oberflächenwassers mit tieferen Schichten und der Dichte des Wassers bestimmt. Letztere hängt wiederum von Temperatur und Salzgehalt ab. Beispielsweise kann sich in mittleren Breiten im Frühjahr eine flache warme Schicht leichten Oberflächenwassers ausbilden, das sich kaum mit der darunter liegenden Schicht mischt. In diesem lichtdurchfluteten Wasser kann sich bei rascher, oft mehrmals am Tag stattfindender Zellteilung eine explosionsartige Vermehrung von Kieselalgen einstellen. Sind im Sommer die Mineralstoffe in dieser Wasserschicht verbraucht, wechselt oft die Artenzusammensetzung. Phytoplankton und heterotrophes Zooplankton, das auf Basis der Nährstoffe abgestorbenen Planktons wächst, dominiert dann.
Seine Einteilung kann in Größenklassen erfolgen, die allerdings keine morphologische Aussagekraft haben. Übliche Einteilungen entsprechen in etwa der Maschengröße der Netze, mit denen es gefangen wird. Die kleinsten Plankter, die mit Netzen gefangen werden können, gehören zum Mikroplankton mit einem Größenbereich von ca. 20 µm – 200 µm. Viele Phytoplankter gehören zum Nanoplankton, dessen Größe bei 2 µm – 20 µm liegt.
Die stoffliche Zusammensetzung des Phytoplanktons kann durch das Redfield-Verhältnis angenähert werden.
Wichtige Gruppen des marinen Phytoplanktons sind Kieselalgen und autrophe Flagellaten, darunter Coccolithophorida und Dinoflagellaten, unter denen einige giftige Arten sind und die bei Algenblüten auch die menschliche Gesundheit gefährden können.